# 100 Heimatschätze Bayerns
Die 100 Heimatschätze Bayerns sind eine prämierte Auswahl von 100 regionaltypischen Objekten, die in Museen in Bayern ausgestellt sind und deren Geschichten besondere Bezügen zur bayerischen Heimat haben.

## Wettbewerb
Die 100 Heimatschätze Bayerns wurden im Rahmen eines Wettbewerbs der Landesstelle für die nichtstaatlichen Museen in Bayern zu spannenden Objekten und deren Heimatgeschichten ermittelt, der von dem Bayerischen Staatsministerium für Bildung und Kultus, Wissenschaft und Kunst und dem Bayerisches Staatsministerium der Finanzen, für Landesentwicklung und Heimat ausgelobt wurde. Gesucht wurden nicht die Glanzstücke der jeweiligen Sammlung, sondern „regionaltypische Museumskleinode, die Heimat verkörpern und spannende, originelle, außergewöhnliche, aber stets belegbare Geschichten erzählen“. Aus den Wettbewerbsbeiträgen wurden in Zusammenarbeit mit der Landesstelle für die nichtstaatlichen Museen in Bayern und dem Bayerischen Landesverein für Heimatpflege 100 Heimatschätze ausgewählt. Die ausgewählten Beiträge wurden am 13. Juli 2018 im Rahmen eines Festakts in München von Heimatminister Albert Füracker und Kunstministerin Marion Kiechle prämiert.

## Liste
| Nr. | Heimatschatz                                                 | Standort                                          | Gemeinde                      | Beschreibung | Bild |
| --- | ------------------------------------------------------------ | ------------------------------------------------- | ----------------------------- | --- | ---- |
| 1   | Film „Unsere Liebe Frau“ von Anton Kutter                    | Dioramenschau Altötting                           | Altötting                     | Der 1950 von Anton Kutter gedrehte Dokumentarfilm schildert die Rettung eines ertrunken geglaubten Jungen, die als Ursprung der Wallfahrt zur Gnadenkapelle in Altötting gilt. |      |
| 2   | Leibl-Stube                                                  | Heimatmuseum Bad Aibling                          | Bad Aibling                   | Die Einrichtung der Bauernstube des in Köln geborenen Malers Wilhelm Leibl (1844–1900) in Kutterling, wo er von 1892 bis zu seinem Tod wohnte, wurde von dem damaligen Kölner Bürgermeister Konrad Adenauer gekauft und kam 1936 als Geschenk in das Heimatmuseum. | BW   |
| 3   | Schöpfwerkkette                                              | Alte Saline                                       | Bad Reichenhall               | Eine der Verbesserungen und Rationalisierungsmaßnahmen, die dazu beitrugen, das über 1.300 Jahre alte Bad Reichenhaller Salzwesen konkurrenzfähig zu erhalten, waren die etwa 40 Meter langen und 400 kg schweren Schöpfwerkketten. | BW   |
| 4   | Hafenschmelzöfen mit Rührwerk                                | Fraunhofer-Glashütte                              | Benediktbeuern                | Joseph von Utzschneider (1763–1840) errichtete 1805 in einem Nebengebäude des säkularisierten Klosters Benediktbeuern eine Glashütte für hochwertiges optisches Spezialglas, das beispielsweise für Linsen für astronomische Fernrohre verwendet wurde. Die Einführung eines Rührwerkes für die Schmelzöfen ermöglichte es, schlierenfreies Rohglas herstellen zu können. |      |
| 5   | Schuhe aus PVC                                               | Stadtmuseum Burghausen                            | Burghausen                    | Die um 1947 in Burghausen gefertigten schwarzen Schuhe aus PVC-Folienstreifen zeugen davon, wie in der Not der Nachkriegszeit Gebrauchsgegenstände mit vorhandenen Materialien, Improvisation und Fantasie hergestellt wurden. | BW   |
| 6   | Archaeopteryx lithographica                                  | Jura-Museum                                       | Eichstätt                     | Das Eichstätter Archaeopteryx-Exemplar wurde 1951 in einem Steinbruch gefunden. Es ist etwa 150 Millionen Jahre alt und liefert es Informationen über die Evolution sowie über ökologische Prozesse, die noch nicht von Menschen beeinflusst sind. |      |
| 7   | Gedicht „Hoffnungsschimmer“                                  | Das Jurahaus                                      | Eichstätt                     | Bei einer Renovierung des Jurahauses wurde ein 1992 auf eine Raufasertapete an die Wand geschriebenes Gedicht in türkischer Sprache entdeckt. Der jugendliche Verfasserschildert darin sein Gefühl, heimatlos und der Sprache nicht mächtig in einem fremden Land gestrandet zu sein. | BW   |
| 8   | Bärenschädel                                                 | Höhlenmuseum Frasdorf                             | Frasdorf                      | Der 11.000 Jahre alte Schädel eines Braunbärenwurde 1933 in der Schlüssellochhöhle am Laubenstein entdeckt und kam auf verschiedenen Umwegen 60 Jahre später nach Frasdorf zurück. | BW   |
| 9   | Zugspitzkreuz                                                | Museum Werdenfels                                 | Garmisch-Partenkirchen        | Das erste Zugspitzkreuz wurde 1851 auf Deutschlands höchstem Berg errichtet und stand dort 140 Jahre lang, bis es 1993 durch eine Nachbildung ersetzt wurde und ins Museum kam. Die Zeit hat an dem Kreuz Spuren hinterlassen wie Blitzeinschläge, Einschüsse der letzten Kriegstage oder eingeritzte Namen und kleine Zeichnungen von Bergsteigern. | BW   |
| 10  | Votivtafel                                                   | Museum der Stadt Grafing                          | Grafing bei München           | Aus Dankbarkeit für die Verschonung ihrer Häuser von einer Feuerbrunst während des Dreißigjährigen Krieges errichteten die Bewohner eine Kapelle und stifteten eine Votivtafel, die das in Flammen stehende Grafing zeigt. | BW   |
| 11  | Wilderermunition                                             | Freilichtmuseum Glentleiten                       | Großweil                      | Nach dem Ende des Ersten Weltkrieges wilderten viele Männer aus Not. Als Versteck für Gewehr, Munition und erlegtes Wild wurden häufig Almhütten genutzt. Das Außergewöhnliche an diesem Fund ist, dass das Versteck und der Inhalt in unberührtem Zustand erst vor einigen Jahren entdeckt wurden. | BW   |
| 12  | Gedenktafel „Ismaninger Kraut“                               | Schlossmuseum Ismaning                            | Ismaning                      | Die Gedenktafel erinnert an die Teilnahme Ismaninger Bauern an der Pariser Weltausstellung im Jahr 1900, bei der sie eine Goldmedaille für das Ismaninger Kraut gewannen, eine lokale Sorte von Weißkraut. | BW   |
| 13  | Gotzinger Trommel                                            | Heimatmuseum Miesbach                             | Miesbach                      | Die Militärtrommel erinnert an die Bayerische Volkserhebung gegen die österreichische Besatzung in den Jahren 1705 und 1706, bei der Aufständischen aus dem Oberland gegen München zogen und in der Sendlinger Mordweihnacht massakriert wurden. | BW   |
| 14  | Zither von Ignaz Simon                                       | Geigenbaumuseum Mittenwald                        | Mittenwald                    | Ignaz Simon war einer der handwerklich hervorragenden Instrumentenbauer, denen der Aufstieg der Zither zum bayerischen Nationalinstrument zu verdanken ist. | BW   |
| 15  | Kasperlfigur                                                 | Borsteimuseum                                     | München                       | Bernhard Borst (1883–1963), der Erbauer der Wohnsiedlung gegend Borstei, wollte eine kinderfreundliche Siedlung schaffen und ließ für Kinder in den 1930er Jahren unter anderem regelmäßig ein Kasperltheater aufführen. | BW   |
| 16  | Motorrad „Böhmerland“                                        | Sudetendeutsches Museum                           | München                       | Die Böhmerland gilt bis heute als das längste Serien-Motorrad der Welt und erzählt tschechoslowakische Technik-, Wirtschafts- und Zeitgeschichte der 1930er Jahre anhand eines kleinen Industriebetriebes des Fahrradmechanikers Albin Hugo Liebisch in Schluckenau im Böhmischen Niederland. |      |
| 17  | Historische Priesterkostüme                                  | Museum Oberammergau                               | Oberammergau                  | Die ältesten erhaltenen Kostüme für die seit 1634 aufgeführten Oberammergauer Passionsspiele, die in das Bundesweite Verzeichnis des Immateriellen Kulturerbes eingetragen sind, stammen aus dem 18. Jahrhundert. | BW   |
| 18  | „Peitinger Liebeszauber“                                     | Villa Rustica Peiting                             | Peiting                       | Mit auf wohl aus dem 3. Jahrhundert n. Chr. stammenden Bleiblechtäfelchen eingeritzten Schriftzeichen äußerte der Schreiber Clemens die Hoffnung, sein Text würde seine Angebetete Gemella wie durch einen Zauber zu ihm führen. | BW   |
| 19  | Schatulle mit Strick                                         | Museum Penzberg                                   | Penzberg                      | Gegen Ende des Zweiten Weltkrieges wurden mehrere Aufständische, die eine unblutige Übergabe der Stadt an die Amerikaner erreichen wollten, von den Nationalsozialisten erhängt. „Zum Andenken“ erhielt der Sohn eines Erhängten ein Stück des Strickes. Die Enkelin des Ermordeten übergab die Schatulle mit dem Strick 2005 dem Museum. | BW   |
| 20  | Priener Hut                                                  | Heimatmuseum Prien                                | Prien am Chiemsee             | Der von Anna Brunhuber (1861–1935) für die bäuerliche Bevölkerung entworfene „Priener Hut“ gilt als überregionales Markenzeichen für die Chiemgauer Tracht. |      |
| 21  | Glockenschlitten                                             | Bauernhausmuseum Rohrdorf                         | Rohrdorf                      | Während des Zweiten Weltkrieges brachten Bürger mit dem Schlitten und einem Pferdegespann die Kirchenglocke von Rohrdorf, die am Bahnhof auf ihre Abholung zum Einschmelzen für die Rüstungsindustrie wartete, in Sicherheit und versteckten sie. | BW   |
| 22  | Notensammlung                                                | Müllner Peter Museum Sachrang                     | Aschau im Chiemgau            | Die Notensammlung Peter Hubers (1766–1843), eines Gönners und Förderers der örtlichen Kirchenmusik, umfasst mehr als 300 Handschriften und Drucke von sakramentaler und instrumentaler Musik von 48 Komponisten der Zeit, aber nur etwa sechs eigene Kompositionen Hubers. | BW   |
| 23  | Transportkraxe                                               | Staffelseemuseum                                  | Seehausen am Staffelsee       | Die in Seehausen angefertigten Hinterglasmalereien wurden von Kraxenträgern in weiter entfernte Ortschaften und schwer zugängliche Bergregionen gebracht. Die Transportkraxe schützte die zerbrechliche Ware vor Beschädigung. | BW   |
| 24  | Ruderschiff „Delphin“                                        | Museum Starnberger See                            | Starnberg                     | Das für König Ludwig I. (1786–1868) gebaute Ruderschiff „Delphin“, als eindrucksvoller Repräsentant der höfischen Schifffahrt der Wittelsbacher auf dem Starnberger See, ist das letzte original erhaltene höfische Schiff Deutschlands. |      |
| 25  | Palmesel                                                     | Stadtmuseum Weilheim                              | Weilheim in Oberbayern        | Palmesel sind Statuen, die Christus auf einem Esel sitzend darstellten und die bei den Palmsonntagsprozession durch die Straßen gezogen wurden. In Weilheim ist ein fast lebensgroß gearbeiteter Palmesel vom Ende des 15. Jahrhunderts ausgestellt. | BW   |
| 26  | Tafelgemälde                                                 | Stadtmuseum Abensberg                             | Abensberg                     | Graf Babo, Stammvater der Babonen im 10. Jahrhundert, soll 32 Sohne und 7 Töchter gehabt haben. Der Legende nach hatte die Abensberger Stadtmauer aus diesem Grund 32 Rund- und 7 Ecktürme. Daher gilt das Tafelbild, das den Abschied Graf Babos und seiner Frau, von ihrem ältesten Sohn darstellt, auch als bildliches Zeugnis der Stadtgründung. |      |
| 27  | Brille                                                       | Stadtmuseum Deggendorf                            | Deggendorf                    | Die nach dem Hochwasser von 2013 aus dem Schlamm geborgene Brille erinnert mit ihren eingetrockneten Schlammresten an einer der größten Hochwasserkatastrophen der Nachkriegszeit in Deggendorf, bei der einige Stadtteile evakuiert und viele Häuser abgerissen werden mussten. |      |
| 28  | Tragekissen                                                  | Wolfsteiner Heimatmuseum im Schramlhaus           | Freyung                       | Die drei Tragekissen vom Anfang des 20. Jahrhunderts dienten zum Transport von schweren Waren wie Mehl-, Gries- oder Zuckersäcken auf dem Kopf |      |
| 29  | Ziernagel                                                    | Museum Quintana – Archäologie in Künzing          | Künzing                       | Der Ziernagel, der bei einer Ausgrabung in der römischen Zivilsiedlung gefunden wurde, trägt auf der großen flachen Scheibe des Nagelkopfes ein in einfachen Strichen eingeritztes Brustbild des römischen Sonnengottes Sol. |      |
| 30  | „Die Fronleichnamsprozession in Massing“ von Berta Hummel    | Berta-Hummel-Museum                               | Massing                       | Berta Hummel (1909–1946) wurde vor allem wegen ihrer Bilder bekannt. In ihrer Zeichnung „Fronleichnamsprozession“ (1931) porträtiert sie Massinger Charaktere, wie sie an der Prozession teilnehmen. |      |
| 31  | Jugendstilglas aus den Glashüttenwerken Buchenau             | Glasmuseum Passau                                 | Passau                        | Die weltweit größte Sammlung zum europäischen Glas im Passauer Glasmuseum bietet einen Überblick über vier Jahrhunderte europäischer Glasgeschichte. Stellvertretend prämiert wurde ein weißes Opalglas nach einem Dekorentwurf von Julius Diez (1870–1957), |      |
| 32  | Votivtiere                                                   | Niederbayerisches Landwirtschaftsmuseum           | Regen                         | Die ausgestellten Eisenvotivtiere stammen aus der Wallfahrtskirche „Zum heiligen Blut“ in Schönau, wo Bauern seit dem 18. Jahrhundert aus Blech geschnittene Votivtiere, die Haus- und Nutztieren nachgebildet waren, als Schutz vor Krankheit und aus Dankbarkeit für die Genesung eines Tieres opferten. |      |
| 33  | Napoleonbrunnen                                              | Museumsdorf Bayerischer Wald                      | Tittling                      | Die Brunnenfigur, die Napoleon mit der rechten Hand in der Weste darstellt, erinnert an Bayerns Verhältnis zu Napoleon, die ursprünglich Verbündete waren, während Bayern nach der Tragödie des Russland-Feldzuges (1812) die Seiten wechselte. |      |
| 34  | Spardose                                                     | Heimatmuseum Vilsbiburg                           | Vilsbiburg                    | In der ausgestellten keramischen Spardose war einer der aus der Zeit des Dreißigjährigen Krieges und der Türkenkriege stammenden Münzschätze vergraben worden, die in den letzten Jahrzehnten bei Jesendorf gefunden wurden. |      |
| 35  | Polizeihelm                                                  | Museum Goldener Steig                             | Waldkirchen                   | Der Polizeihelm stammt von Wachtmeister Josef Fuchs (1861–1937), den Franz Biber (1871–1952) mit einer Laterne in der Hand in Form eines Laternenmastes darstellte, was wiederum Alfred Kubin (1877–1959) zu seiner Zeichnung „Laterne“ inspirierte. |      |
| 36  | Liedertisch                                                  | Stadtmuseum Amberg                                | Amberg                        | Der 1590/91 angefertigte Amberger Liedertisch, eine steinerne Rundtafel, die in Steinätztechnik verziert ist, gilt als Bekenntnis des Amberger Rats zum lutherischen Bekenntnis gegenüber dem calvinistischen Landesherren Friedrich IV. (1574–1610). In die Tischplatte sind die Noten und der Text der sechsstimmigen Motette Weil du, Herr Christ eingeätzt, eines der bedeutendsten Stücke evangelischer Kirchenmusik des 16. Jahrhunderts.                                                     |      |
| 37  | Marktfahne mit Pfingstritt-Darstellung                       | Pfingstritt-Museum                                | Bad Kötzting                  | Die Marktfahne mit dem kurbayerischen Wappen (1789) zeigt die früheste Darstellung des auf das Jahr 1412 zurückgehenden Kötztinger Pfingstrittes, bei dem sich alljährlich am Pfingstmontag in Bad Kötzting rund 800 Männer zu Pferd zu einer feierlichen Prozession versammeln. Die Reiterprozession ist in dem Bayerischen Landesverzeichnis des immateriellen Kulturerbes verzeichnet. |      |
| 38  | Spielkartenpresse                                            | Wagnereimuseum Zacherl                            | Dietfurt an der Altmühl       | Das Kartenspielen, insbesondere das Schafkopfen, war schon vor 100 Jahren ein beliebter Zeitvertreib in bayerischen Wirtshäusern. Die von dem Wagnermeister Anton Zacherl (1916–1996) selbst gefertigte Spielkartenpresse kam in der Gaststätte seiner Frau zum Einsatz und diente dazu, verbogene, geknickte oder von Feuchtigkeit mitgenommene Karten einzuspannen und wieder zu glätten. |      |
| 39  | Zoiglausleger „Kirschnerbinner“                              | Museum "Beim Taubnschuster"                       | Eschenbach in der Oberpfalz   | Der grün gefasste Zoiglausleger aus Metall stammt wohl aus dem späten 19. Jahrhundert und ist ein Ausschankzeichen brauberechtigter Bürger. Wofür die sechs Zacken des Brauersterns stehen, ist nicht eindeutig geklärt, nach einer Deuting sind es die beim Brauen wichtigen Elemente Feuer, Wasser und Luft sowie die Zutaten Wasser, Malz und Hopfen. Die seit dem 15. Jahrhundert lebendige Oberpfälzer Zoigl-Kultur ist im Bundesweiten Verzeichnis des immateriellen Kulturerbes eingetragen. |      |
| 40  | Flügel                                                       | Kultur- und Militärmuseum Grafenwöhr              | Grafenwöhr                    | Während Elvis Presley 1958 als Soldat in Grafenwöhr stationiert war, erhielt sein Vater, der zu Besuch war, im Nachtlokal „Micky-Bar“ freie Kost und Logis. Aus Dankbarkeit spielte Elvis Presley dort trotz Auftrittsverbots für das Personal und einige ausgewählte Gäste einige seiner Lieder auf diesem Flügel, was sein einziges Konzert außerhalb der USA war. |      |
| 41  | „Himmidadl-Figur“                                            | Wallfahrtsmuseum Neukirchen                       | Neukirchen beim Heiligen Blut | Der „Himmidadl“ ist eine geschnitzte Figur des auferstandenen Jesus aus der ersten Hälfte des 19. Jahrhunderts. Der religiöse Brauch des „Himmidadl-Umtrag‘n“, bei dem die Figur bis etwa 1960 von den Ministranten am oder um den Palmsonntag von Haus zu Haus getragen wurde, löste in Neukirchen wohl die Tradition des Palmeselumzugs ab. |      |
| 42  | Strengitstufe mit Phosphosideritkristallen                   | Stadtmuseum Pleystein                             | Pleystein                     | Der Kreuzberg in Pleystein zählt zu den 100 schönsten Geotopen Bayerns. Die Sammlung farbenprächtiger Mineralien, drunter die ausgewählte Strengitstufe mit Phosphosideritkristallen, dokumentiert Mineralvorkommen an heute nicht mehr zugänglichen Fundorten und leistet einen wichtigen Beitrag zur Vermittlung der Geologie der Oberpfalz. |      |
| 43  | Römerschatz                                                  | Historisches Museum Regensburg                    | Regensburg                    | Der erst 1989 bei Bauarbeiten entdeckte Schatz von Kumpfmühl, ein in einer Abfallgrube des Kastells Kumpfmühl versteckter Bronzekessel, der randvoll mit Münzen und Schmuck gefüllt war, ist ein wichtiges Zeugnis vom Untergang des ersten römischen Militärlagers in Regensburg bei einem germanischen Einfall im Zuge der 166 n. Chr. ausgebrochenen Markomannenkriege. |      |
| 44  | Medicinische Topographie                                     | Museum Alte Hof-Apotheke                          | Sulzbach-Rosenberg            | Der Landgerichtsarzt Christoph Raphael Schleiß von Löwenfeld (1772–1852) gibt in seiner 1806 veröffentlichten medizinischen Topographie für seinen Bezirk einen umfassenden Einblick in Geographie, Geschichte, den Alltag der Bevölkerung sowie in verschiedene Gesundheitseinflüsse sowie Erkrankungen und dokumentiert damit eindrücklich, wie vielseitig das Thema „Gesundheit“ bereits vor über 200 Jahren betrachtet worden ist.                                                              |      |
| 45  | Textiles Bildwerk                                            | Museum Ehemalige Klöppelschule                    | Tiefenbach                    | Der aus Tiefenbach stammende Graphiker Ludwig Gebhard (1933–2007), Sohn einer Spitzenklöpplerin, zeichnete im Jahre 2000 Entwürfe, nach denen kunstfertige Klöpplerinnen zeitgenössische Bildwerke erschufen. Das Spitzenklöppeln im Oberpfälzer Wald ist in das Bundesweite Verzeichnis des immateriellen Kulturerbes eingetragen. |      |
| 46  | Krippe des Hermann Weiß                                      | Volkskundliches Gerätemuseum Bergnersreuth        | Arzberg                       | Die Krippe ist ein Paradebeispiel für die Marktredwitzer Landschaftskrippen dar. Einerseits erzählt sie die Heilsgeschichte inmitten einer orientalischen Wüstenlandschaft erzählt, andererseits stellt sie die Lebenswirklichkeit und den Alltag in den Alpen dar. |      |
| 47  | Samenschüssel                                                | Gärtner- und Häckermuseum                         | Bamberg                       | Die Samenschüssel diente zum Reinigen von Gemüsesamen und ist en zentrales Symbol für den Gemüsesamenexport der Bamberger Gärtner seit dem 15. Jahrhundert. Die gärtnerischen Traditionen in Bamberg wurden 2016 in das Bundesweiten Verzeichnis des immateriellen Kulturerbes aufgenommen. |      |
| 48  | Holzmodell der Wallfahrtskirche Vierzehnheiligen             | Historisches Museum Bamberg                       | Bamberg                       | Der Baumeister Balthasar Neumann (1687–1753) veranschaulichte mit diesem etwa einen Meter hohen Holzmodell seine architektonischen Vorstellungen für den Neubau der Wallfahrtskirche Vierzehnheiligen. |      |
| 49  | Hedwigsglas                                                  | Kunstsammlungen der Veste Coburg                  | Coburg                        | Das vermutlich aus dem frühen 11. Jahrhundert stammende Hedwigsglas auf der Veste Coburg, das nach der heiligen Hedwig benannt ist gilt es als eines der bedeutendsten mittelalterlichen Gläser. Der Legende nach soll die heilige Hedwig in einem solchen Glas Wasser in Wein verwandelt haben. |      |
| 50  | Ewiges Licht                                                 | Pfalzmuseum Forchheim                             | Forchheim                     | Das „Ewige Licht“ wurde nach der Verwüstung der Synagoge in Forchheim in der Reichspogromnacht 1938 von einer mutigen Bürgerin aufbewahrt und ist das einzige vor Ort erhaltene Kulturgut, das an die Synagoge und an das jüdische Leben in Forchheim erinnert. |      |
| 51  | Bemalte Sandsteinplatten                                     | Stiftskirchenmuseum Himmelkron                    | Himmelkron                    | Zwölf bemalte Sandsteinplatten, die erst im 20. Jahrhundert zufällig entdeckt wurden, sind Zeugnisse für das im 16. Jahrhundert aufgelöste Zisterzienserinnenkloster Himmelkron. | BW   |
| 52  | Grabplatte der Barbara von Schaumberg                        | Heimatmuseum Klosterlangheim                      | Lichtenfels                   | Die Grabplatte der Barbara von Schaumberg (1544–1579) mit einer Inschrift mit Liebeserklärungen ihres Ehemannes ist eines der letzten Zeugnisse für das 1802 durch einen Brand verwüstete und nach der Säkularisation 1803 größtenteils abgerissene Zisterzienserkloster Langheim. | BW   |
| 53  | Hinweisschild für Fußgänger am neu errichteten Grenzübergang | Deutsch-Deutsches Museum Mödlareuth               | Töpen                         | Das Dorf Mödlareuth, von den Amerikanern »Little Berlin« genannt, war ein Symbol der deutschen Teilung. Genau einen Monat nach dem Mauerfall wurde dort ein Grenzübergang für Fußgänger eröffnet. Das Schild „Grenzübergang“ erzählt damit einen Teil deutscher Geschichte. |      |
| 54  | Nailaer Tafeltuch                                            | Museum Naila im Schusterhof                       | Naila                         | Das Tafeltuch wurde 1914 als Gastgeschenk für Kronprinz Rupprecht von Bayern gefertigt, dessen Besuch in Naila wegen des Ausbruchs des Ersten Weltkrieges abgesagt wurde. Es ist ein Zeugnis für die damalige hohe Handwerkskunst in Naila. |      |
| 55  | Kinderhose aus der Reckendorfer Genisa                       | Haus der Kultur – ehem. Synagoge                  | Reckendorf                    | Die Reckendorfer Genisa auf dem Dachboden der ehemaligen Synagoge hat wie durch ein Wunder die Schändung und Umnutzung der Synagoge überlebt. Eine dort gefundene blaue Kinderhose mit Heckenröschen erzählt von jüdischen Traditionen in Oberfranken und von den Lebensgeschichten jüdischer Familien im 19. Jahrhundert. |      |
| 56  | Ur-Metze                                                     | Stadtmuseum Schlüsselfeld                         | Schlüsselfeld                 | Die Holzkiste aus dem Jahr 1811 ist eine Metze, die damalige in ganz Bayern normierte Maßeinheit für das Hohlmaß fester Stoffe wie Getreide, Mehl oder Hopfen. |      |
| 57  | Ochsenkopfhumpen                                             | Fichtelgebirgsmuseum                              | Wunsiedel                     | Ochsenkopfhumpen sind ab Mitte des 17. Jahrhunderts hergestellte Gläser, auf denen der Ochsenkopf, der zweithöchste Berg im Fichtelgebirge dargestellt ist. |      |
| 58  | Kleidung von Kaspar Hauser                                   | Markgrafenmuseum Ansbach                          | Ansbach                       | Die ausgestellte Kleidung trug der rätselhafte Findling Kaspar Hauser 1833, als er in Ansbach mit einer lebensgefährlichen Stichverletzung nach Hause kam, an der er schließlich starb. Die Kleidung war als Beweismittel für die gerichtliche Untersuchung aufbewahrt worden. |      |
| 59  | Stahlhaus                                                    | Fränkisches Freilandmuseum                        | Bad Windsheim                 | Das in das Freilichtmuseum translozierte Stahlhaus aus Nerreth ist eines der wenigen erhaltenen Musterhäuser, die mit Zentralheizung, Einbauschränken, Sanitäreinrichtungen, Einbauküche und Kühlschrank für die damalige Zeit modern und gehoben ausgestattet waren. |      |
| 60  | Kriegsgeige                                                  | Museum Musik und Integration Bubenreutheum        | Bubenreuth                    | Die „Kriegsgeige“ wurde 1946 von dem Geigenbauer Andreas Hoyer (1900–1980) in amerikanischer Kriegsgefangenschaft aus gefundenem Holz gefertigt. Nach dem Zweiten Weltkrieg nahm Bubenreuth aus dem Sudetenland vertriebenen Geigenbauer mit ihren Familien auf, darunter auch Hoyer. Dadurch entwickelte sich das Dorf zu einem Zentrum des Streich- und Zupfinstrumentenbaus. |      |
| 61  | Heiliges Grab                                                | Heiliges Grab Museum in Virnsberg                 | Flachslanden                  | Das zwischen 1765 und 1770 entstandene Heilige Grab stellt biblische Szenen dar, die sich auf die Passion Jesu beziehen, von der Ankündigung der Folterung durch den Propheten Jesaja, über Kreuzigung, Tod und Grablegung bis zur Auferstehung. Es stand ursprünglich in der Kapelle des Deutschherrenschlosses aufgestellt und kam 1917 in die Virnsberger Pfarrkirche. |      |
| 62  | Fußballstiefel                                               | Stadtmuseum Herzogenaurach                        | Herzogenaurach                | Der ausgestellte Fußballstiefel erinnert daran, dass die Gebrüder Adolf und Rudolf Dassler Anfang der 1920er Jahre in Herzogenaurach mit der Produktion von Sportschuhen begannen. Bereits bei den Olympischen Spielen 1928 kämpften Leichtathleten in Dassler-Schuhen um Medaillen. Die auf die Brüder zurückgehenden Sportartikelhersteller Adidas und Puma haben ihren Sitz weiter in Herzogenaurach.                                                                                            |      |
| 63  | Zunftfahne                                                   | Heimatmuseum Höchstadt                            | Höchstadt an der Aisch        | Zunftfahne der Höchstädter Schreiner zeigt deren herausragende handwerkliche Kunstfertigkeit. In vier unterschiedlich breiten Streifen sind Hobelspäne aus Fichtenholz kunstvoll miteinander verflochten |      |
| 64  | Siebenerzeichen                                              | Heimatmuseum Langenzenn                           | Langenzenn                    | Das Siebenerzeichen ist eine Tontafel mit den eingedrückten Buchstaben „LZ“ für Langenzenn und der Jahreszahl „1780“. Sie erinnert an die in Langenzenn seit 1426 bestehende Tradition der Feldgeschworenen, die Grundstücksgrenzen abmarken und diese durch das Setzen von Grenzsteinen markieren . |      |
| 65  | Tandem Dampfmaschine                                         | Industriemuseum Lauf                              | Lauf an der Pegnitz           | Die Tandem-Dampfmaschine der Firma Rockstroh aus Marktredwitz erzeugte mehr als 80 Jahre lang die Antriebsenergie für die Produktionsmaschinen der seit 1902 in Lauf ansässigen Pinselstiel- und Bürstenfabrik Christof Döring und sorgte mithilfe eines Generators auch für die Beleuchtung der Fabrik. |      |
| 66  | Stachelschlitten                                             | Heimat- und Handwerkermuseum Leutershausen        | Leutershausen                 | Der Stachelschlitten zeugt von dem seit dem 18. Jahrhundert bis in die 1970er Jahre in Leutershausen praktizierten Wintersport des „Stachelns“. Dabei stand der Stachler auf dem Schlitten auf einer zugefrorenen Wasserfläche und musste, um voranzukommen, einen langen Stachelstecken zwischen den Beinen hindurch auf dem Eis kräftig nach hinten stoßen. |      |
| 67  | Albrecht Dürer, Bildnis seiner Mutter                        | Germanisches Nationalmuseum                       | Nürnberg                      | Albrecht Dürer (1471–1528) widmete sein erstes Gemälde als Ausdruck seiner tiefen Verbundenheit mit seiner Familie seinen Eltern. Die Elternbildnisse blieben bis zu Dürers Tod 1528 in seinem Besitz. Das Bildnis des Vaters kam später in die Uffizien in Florenz, das der Mutter blieb in Nürnberg. |      |
| 68  | Sattlerbrief                                                 | Museum für Kommunikation                          | Nürnberg                      | Der Sattlerbrief vom 14. Juni 1850 ist einer der frühesten mit Briefmarken frankierten Briefe Bayerns. Das Königreich Bayern hatte erst am 1. November 1849 als erster deutscher Staat Briefmarken herausgegeben. |      |
| 69  | Prokura-Album für Wilhelm Freiherr von Faber                 | Graf von Faber-Castell'sches Schloss              | Stein                         | 1877 widmete Lothar von Faber, Inhaber der Bleistiftfabrik Faber, seinem Sohn Wilhelm eine kostbare Kassette mit Fotos aller Angestellten und ihrer namentlichen Auflistung. Faber war die Wertschätzung seiner Angestellten ein besonderes Anliegen. Mit einem fortschrittlichen sozialen Programm sorgte er für die Verbesserung ihrer Lebensbedingungen. |      |
| 70  | Rinderanhänger                                               | Archäologisches Museum Fundreich                  | Thalmässing                   | Der 1984 bei Ausgrabungen eines frühkeltischen Grabhügelfeldes gefunden Rinderanhänger wurde vermutlich mit einer Lederschnur um den Hals getragen. Rinder waren in der frühen Eisenzeit wichtige Symboltiere für Fruchtbarkeit, Kraft und Potenz. |      |
| 71  | Römisches Ohrschutzblech                                     | LIMESEUM Ruffenhofen Römerpark                    | Wittelshofen                  | Das Helmblech eines römischen Soldaten ist einer der im Kastell Ruffenhofen gefundenen Gegenstände, die von berittenen Soldaten und Fußsoldaten genutzt wurden. |      |
| 72  | Holzfigur „Maulaff“                                          | Schlossmuseum Aschaffenburg                       | Aschaffenburg                 | Der „Maulaff“ ist die einzige noch erhaltene Spielfigur aus dem 1775 angelegten Park Schönbusch. Er diente der Hofgesellschaft zur Belustigung, die versuchte, eine Kugel in den weit geöffneten Mund zu werfen. Die Bezeichnung „Maulaff“ beschreibt jemanden, der mit offenem Mund staunend und untätig dasteht. |      |
| 73  | Mirakelbuch von Eucharius Sang                               | Museum „Pilger & Wallfahrer“ Dettelbach           | Dettelbach                    | Das 1607 vom Würzburger Weihbischof Eucharius Sang (um 1556-1620) verfasste Mirakelbuch ist eine Sammlung von Wunderberichten, die in Zusammenhang mit der Wallfahrt zu der Kirche Maria im Sand bei Dettelbach stehen. |      |
| 74  | Leichenbitterstab                                            | Heimatmuseum Ebern                                | Ebern                         | Ein Leichenbitter hatte die Aufgabe, zu einer Beerdigung einzuladen. Als Kennzeichen trug er einen langen schwarzen Stab in der Hand. Der ausgestellte Stab aus dem frühen 18. Jahrhundert gibt Zeugnis für diesen nicht mehr üblichen Brauch. |      |
| 75  | Ortsrufanlage                                                | Heimatmuseum Eisenbach                            | Obernburg am Main             | In den Nachkriegsjahren dienten Ortsrufanlagen zur Bekanntgabe wichtiger Informationen innerhalb einer Ortschaft. In Eisenbach wurde 1954 eine solche Anlage mit insgesamt 35 Lautsprechern installiert, die bis Anfang der 1970er Jahre in Betrieb war. |      |
| 76  | Kostüm des Fasenickl                                         | Deutsches Fastnachtmuseum                         | Kitzingen                     | Das bunte Kostüm mit Maske und Accessoires aus der Zeit um 1900 ist eines der ältesten vollständig erhaltenen Kostüme der Fasenickl, die seit über 200 Jahren zur Faschingszeit durch die Stadt ziehen, ihre Peitschen schwingen, Besucher necken und Brezen und Süßigkeiten verteilen |      |
| 77  | Schneewittchenspiegel                                        | Spessartmuseum                                    | Lohr am Main                  | Der Schneewittchenspiegel ist ein in Amelier-Technik verzierter Spiegel aus der kurmainzischen Spiegelmanufaktur Lohr, die in der 1. Hälfte des 18. Jahrhunderts „Lohrer Spiegel“ bis nach Indien und Amerika exportierte. |      |
| 78  | Hebammenbuch von Anna Dorothea Rosen                         | Museum Malerwinkelhaus Marktbreit                 | Marktbreit                    | Das Hebammenbuch von Anna Dorothea Rosen, die im 19. Jahrhundert als eine von zwei Hebammen in Marktbreit praktizierte und über 2.500 Geburten betreute, dokumentiert ihre Arbeit in einem der ältesten Berufe der Welt . |      |
| 79  | Gedicht von Friedrich Rückert                                | Friedrich Rückert Poetikum Oberlauringen          | Stadtlauringen                | Die original erhaltenen Handschrift eines Vierzeilers von Friedrich Rückert (1788–1866) aus dem Jahr 1851 erzählt von den meist glücklichen, teils auch schweren Tagen des Dorflebens in einer von politischen und gesellschaftlichen Umbrüchen geprägten Zeit. |      |
| 80  | Ceratit                                                      | Museum Hans Klein                                 | Prichsenstadt                 | Der Ceratit wurde vor über 70 Jahren zufällig auf einem Acker gefunden und wurde zum Grundstock für eine über die Jahre gewachsene eindrucksvolle private Sammlung von Fossilien, Mineralien sowie vor- und frühgeschichtlichen Funden. |      |
| 81  | Gedenktafel für jüdische Kriegsteilnehmer                    | Jüdisches Kulturmuseum und Synagoge Veitshöchheim | Veitshöchheim                 | Die Gedenktafel nennt namentlichalle Juden aus Veitshöchheim, die für Deutschland am Ersten Weltkrieg teilgenommen haben, nicht wie sonst üblich nur die Gefallenen. Die mit Orden ausgezeichneten Teilnehmer blieben dennoch vor der Verfolgung durch den Nationalsozialismus nicht verschont: Auch sie wurden 1942 deportiert und in den Konzentrationslagern ermordet. |      |
| 82  | Volkacher Salbuch                                            | Museum Barockscheune Volkach                      | Volkach                       | Das im Jahre 1504 von dem Stadtschreiber Niklas Brobst verfasste das „Volkacher Salbuch“ beschreibt das damals gültige Stadtrecht und das Alltagsleben der Bürger Volkachs an der Wende zur Neuzeit. Die Handschrift ist mit 128 kleinen, farbigen Zeichnungen versehen. |      |
| 83  | Mondglas                                                     | Heimatmuseum Weibersbrunn                         | Weibersbrunn                  | In der Glashütte Weibersbrunn wurde seit 1706 Mondglas hergestellt. Die ausgestellten Mondglasscheiben waren 1870 für Karl Heinrich zu Löwenstein-Wertheim-Rosenberg für sein Schloss Bronnbach hergestellt worden, konnten aber wegen des Deutsch-Französischen Krieges 1871 nicht eingebaut werden. |      |
| 84  | Ballotage                                                    | Ehemalige Synagoge Wiesenbronn                    | Wiesenbronn                   | Ballotage ist eine geheime Verfahren zur Abstimmung durch Abgabe weißer oder schwarzer Kugeln, das spätestens seit dem 18. Jahrhundert im öffentlichen Bereich,als auch in Vereinen praktiziert wurde. Ausgestellte ist die Ballotage des Gesangsvereins. | BW   |
| 85  | Einquartierungszettelbahn                                    | Stadtmuseum Aichach                               | Aichach                       | Der Aichacher Wirt Lorenz Aloys Gerhauser (1768–1837) dokumentierte die Einquartierungen durchziehender Truppen während des Napoleonischen Kriegs, die er auf eigene Kosten durchführen musste, auf 2.000 Einquartierungszetteln, die aneinandergereiht eine 15 m lange Papierbahn ergeben. |      |
| 86  | Bronzetür des Augsburger Doms                                | Diözesanmuseum St. Afra                           | Augsburg                      | Die Bronzetüre des ottonischen Doms in Augsburg dürfte um das Jahr 1000 entstanden sein. Sie erzählt nicht nur von der Kunstfertigkeit der Gusswerkstatt und dem Einfallsreichtum bei der Zusammenstellung des Bildprogramms, sondern ist auch Zeugnis des Wissens- und Kulturtransfers der damaligen Zeit. |      |
| 87  | Glasschale „Adam und Eva“                                    | Römisches Museum Augsburg                         | Augsburg                      | Die Glasschale stammt aus der Zeit um 350 n. Chr. und dokumentiert die die frühe Anwesenheit von Christen in Augsburg. Sie ist bislang der älteste bekannte Nachweis des Christentums in Bayern. |      |
| 88  | Friedberger Kutschenuhr von Joseph Spiegel                   | Museum im Wittelsbacher Schloss                   | Friedberg                     | Friedberg war von dem 16. bis ins 19. Jahrhundert ein bedeutendes Zentrum der Uhrmacherei in Bayern, wovon besonders die Kutschenuhren zeigen wie das ausgestellte Exemplar des Uhrmachers Joseph Spiegel (1706–1760). |      |
| 89  | Laute                                                        | Museum der Stadt Füssen                           | Füssen                        | Diese aus dem 16. Jahrhundert stammende Laute zeugt von der mehrhundertjährigen Tradition des Saiteninstrumentenbaus in Füssen, von wo aus hochwertige Saiteninstrumente in die Metropolen und Residenzen Europas geliefert wurden. |      |
| 90  | „Iller-Bombe“                                                | Museum Illertissen                                | Illertissen                   | Ab 1925 wurden in einer Illertisser Sportartikelfabrik Fußbälle hergestellt, die bei diversen großen Wettkämpfen verwendet und unter der Bezeichnung „Iller-Bombe“ bekannt wurden. |      |
| 91  | Jacke für Tänzelfestumzug                                    | Stadtmuseum Kaufbeuren                            | Kaufbeuren                    | Die Kinderjacke wurde erstmals 1872 beim Umzug des Tänzelfestes getragen, dass ursprünglich als Fest der Zünfte begangen wurde und auf einen Besuch von Kaiser Maximilian I. im Jahr 1497 zurückgehen soll. |      |
| 92  | Wachsfigur der Anna Pruggmayr                                | Gedenkstätte der hl. Crescentia von Kaufbeuren    | Kaufbeuren                    | Zu den wertvollsten Votivgaben im Kloster Kaufbeuren, nach der heiligen Maria Crescentia Höss auch Crescentiakloster genannt, zählt eine wohl aus dem Jahr 1778 stammende lebensgroße Votivfigur aus Wachs. Sie ist ein Zeugnis dankbarer Frömmigkeit und hervorragender Handwerkskunst. |      |
| 93  | Bleietiketten                                                | Archäologischer Park Cambodunum                   | Kempten                       | Die Bleietiketten stammen aus dem 1. Jahrhundert n. Chr. und dienten zur kurzfristigen Kennzeichnung von Waren, die nicht direkt beschriftet werden konnten, wie beispielsweise Tücher und Stoffe. |      |
| 94  | Schützenscheibe                                              | Heimatmuseum Kirchheim                            | Kirchheim in Schwaben         | Eine von dem Kirchheimer Maler Johann Striebel (1841–1911) im Jahr 1867 bemalte Schützenscheibe bezeugt die Geschichte des seit der Mitte des 16. Jahrhunderts In Kirchheim belegte Schützenwesen. | BW   |
| 95  | Halmspalter                                                  | Deutsches Hutmuseum                               | Lindenberg im Allgäu          | Ein Halmspalter ist ein kleines Werkzeug zur gleichmäßigen Spaltung von Strohhalmen, das für die Strohhutherstellung in Lindenberg verwendet wurde. |      |
| 96  | Eremiten- und Fasnachtspuppe „Mühleisen Franz“               | Stadtmuseum Marktoberdorf                         | Marktoberdorf                 | Die lebensgroße Holzfigur stand in der Sommerresidenz des Augsburger Fürstbischofs Clemens Wenzeslaus (1739–1812). Nach dem Tod des Fürstbischofs nahm Bürgermeister Franz Mühleisen die Figur an sich. Von da an stand sie bis 1953, als sie dem Museum übergeben wurde, im Mittelpunkt der Oberdorfer Fasnacht. |      |
| 97  | Dampflokomotive „Füssen“                                     | Bayerisches Eisenbahnmuseum                       | Nördlingen                    | Die mit Wasserdampf angetriebene „Füssen“ ist die älteste betriebsfähige Dampflok auf Normalspur in Deutschland. Sie wurde 1889 für die Bahnstrecke Marktoberdorf–Füssen erbaut. Die Lok zeugt von der hervorragenden Qualität bayerischer Ingenieurskunst am Ende des 19. Jahrhunderts. |      |
| 98  | Nördlinger Meistersinger-Zeichen                             | Stadtmuseum im Heilig-Geist-Spital Nördlingen     | Nördlingen                    | In der Nördlinger Meistersingerzunft waren Handwerker verschiedener Berufe,vertreten. Von 1506 bis 1612 regelmäßig wurden regelmäßig Gesangswettbewerbe veranstaltet und der Sieger mit einem Meistersingerzeichen ausgezeichnet. Das ausgestellte Meistersingerzeichen soll ein Geschenk des Kaisers Maximilian I. (1459–1519) gewesen sein. |      |
| 99  | Tafelbild von Franz Georg Hermann                            | Bechteler-Museum-Sulzberg                         | Sulzberg                      | Das von Franz Georg Hermann gemalte Tafelbild zeigt das neuntägige Warten der zwölf Apostel mit Maria in der Mitte auf den Heiligen Geist. Es wurde 1684 als Altarbild in den Hochaltar der Sulzberger Pfarrkirche Heiligste Dreifaltigkeit eingebaut. |      |
| 100 | Ausschellerglocke                                            | Heimatmuseum im Tuchmacherhaus                    | Thannhausen                   | Die Ausscheller-Glocke wurde von dem Gemeindediener Josef Mayer (1883–1961) bis 1948 dazu benutzt, wichtige Ereignisse oder Bekanntmachungen auszurufen. |      |